# Stazione di San Gennaro
Stazione di San Gennaro vasútállomás Olaszországban, Genzano di Roma településen.

## Vasútvonalak
Az állomást az alábbi vasútvonalak érintik:
- Róma–Velletri-vasútvonal

## Kapcsolódó állomások
A vasútállomáshoz az alábbi állomások vannak a legközelebb:
- Stazione di Sant'Eurosia (Stazione di Velletri, FL4)
- Stazione di Lanuvio (Stazione di Roma Termini, FL4)